# Halemaʻumaʻu Trail
Ne doit pas être confondu avec Halemau‘u Trail.
Le Halemaʻumaʻu Trail est un sentier de randonnée des États-Unis situé à Hawaï, au sommet du Kīlauea. Il permettait à l'origine de traverser la caldeira du Kīlauea du nord-est au sud-ouest mais la plus grande partie de son tracé est fermée en raison du danger lié aux risques volcaniques. Actuellement, il ne permet plus que de relier le Volcano House au Byron Ledge situé en contrebas. Ainsi, sur les 5,1 kilomètres du sentier, seuls 1,1 kilomètre sont ouverts au public.

## Parcours

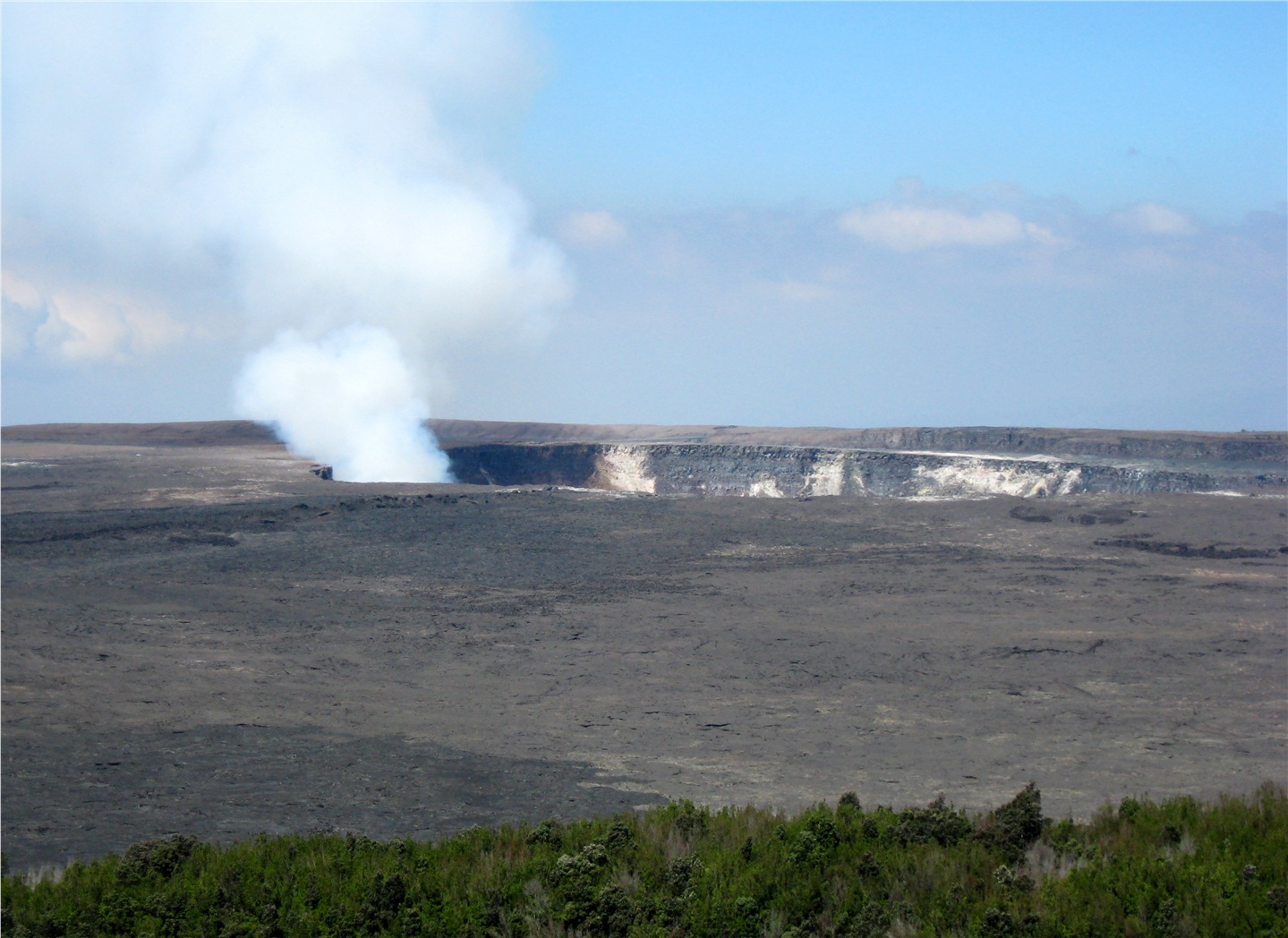
Vue du Halemaʻumaʻu depuis le Volcano House, point de départ du sentier : le Halemaʻumaʻu Trail traverse la caldeira depuis le coin en bas à gauche de l'image en direction du rebord gauche du cratère, au niveau du panache volcanique.

Le Halemaʻumaʻu Trail est situé dans le Sud-Est de l'archipel, de l'île et de l'État d'Hawaï, au sommet du Kīlauea. Administrativement, il se trouve dans le district de Kaʻū du comté d'Hawaï. Il relie en 5,1 kilomètres le Volcano House situé sur le rebord Nord-Est de la caldeira du Kīlauea au Sud-Ouest de cette même caldeira, au niveau de sa connexion avec le Crater Rim Trail, le sentier qui fait le tour du sommet du volcan,,.
En partant du Volcano House à 1 213 mètres d'altitude, le sentier entreprend la descente de la paroi de la caldeira en direction du sud,. Après avoir franchi le Waldron Ledge, son rebord Nord-Est, il rencontre le ʻIliahi Trail qui vient du nord-ouest au bout de 500 mètres,. Il traverse ensuite du nord au sud et sur 600 mètres une terrasse intermédiaire jusqu'à sa jonction avec le Byron Ledge Trail, un autre sentier de randonnée venant du sud,. À environ 1 140 mètres d'altitude soit après un dénivelé de 75 mètres, il entreprend la descente du Byron Ledge, la paroi orientale de la caldeira, quitte la forêt tropicale et débouche sur le fond de la caldeira, dans un environnement minéral marqué par les coulées de lave, notamment celles de 1974 et 1982,.
Il progresse alors vers le sud-ouest et, après avoir franchi un alignement de petits cônes volcaniques et coulées de lave formés durant l'éruption de 1982, rencontre l'autre extrémité du Byron Ledge Trail au bout de deux kilomètres,. Dans ce secteur de la caldeira, de nombreuses fumerolles s'échappent de fissures en déposant des concrétions de carbonate de calcium et de gypse. Il aborde ensuite le cratère du Halemaʻumaʻu dont il longe le rebord Sud-Est et après 600 mètres, atteint le Halemaʻumaʻu Overlook, le point de vue situé à 1 110 mètres d'altitude, sur le rebord de ce cratère, juste au-dessus de sa zone d'activité marquée par un petit cratère en forme de puits d'où s'élève un panache volcanique,. Le sentier progresse encore sur 300 mètres avant de traverser la Crater Rim Road, la route faisant le tour de la caldeira, puis sur 800 mètres supplémentaires jusqu'à son extrémité Sud-Ouest, au niveau de sa connexion avec le Crater Rim Trail, le sentier faisant lui aussi le tour de la caldeira.

## Tourisme

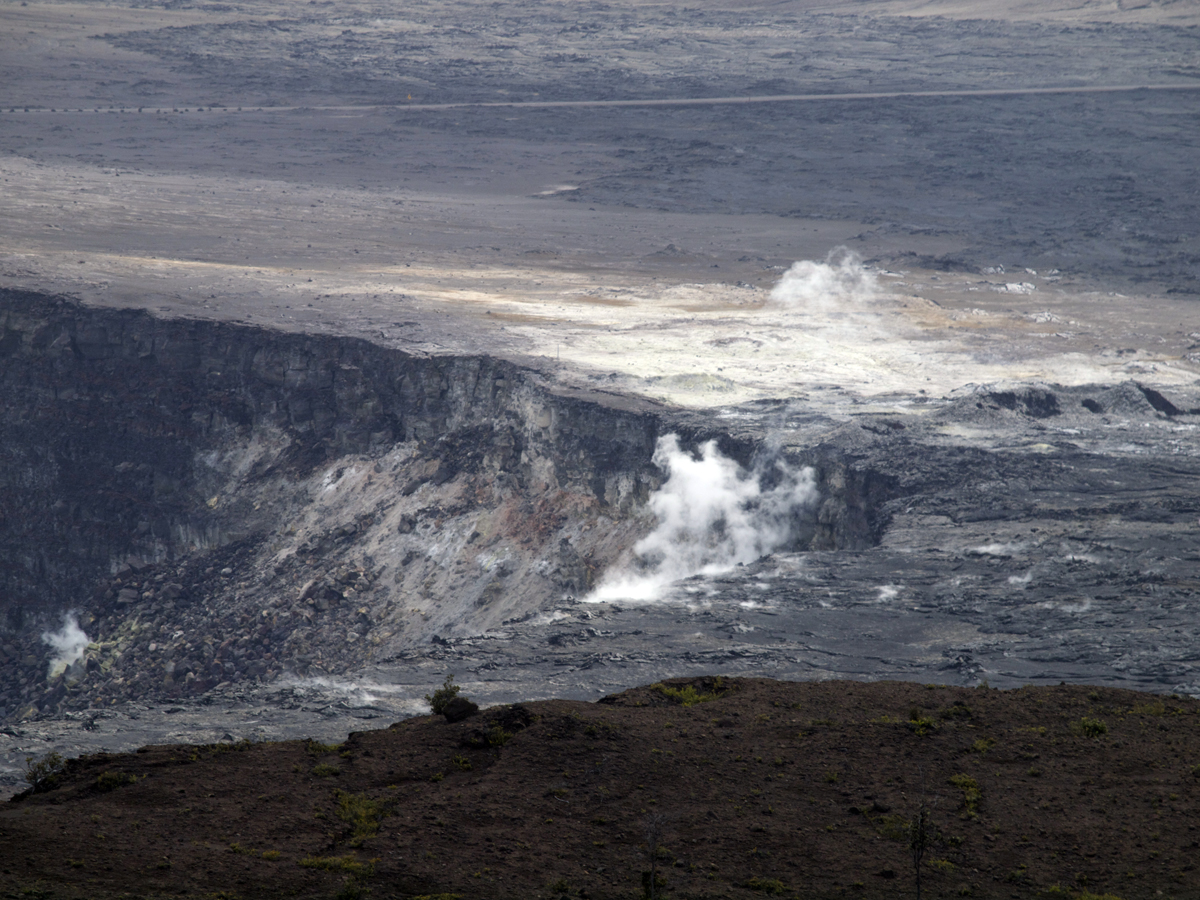
Vue du Halemaʻumaʻu depuis le rebord de la caldeira avec le Halemaʻumaʻu Trail en arrière-plan.

Ce sentier de randonnée relie le Volcano House, le seul hôtel du parc national des volcans d'Hawaï, et le centre des visiteurs du parc national à l'Halemaʻumaʻu, l'un des principaux sites touristiques du Kīlauea. Sa connexion avec d'autres sentiers comme le Crater Rim Trail, sa proximité avec d'autres lieux d'intérêt tels que le Kīlauea Iki, le Sulphur Banks ou encore le Steaming Bluff et la présence de bornes numérotées associées au guide fourni par les services du parc fait du Halemaʻumaʻu Trail l'un des sentiers les plus fréquentés du parc national,. Sur le fond de la caldeira, des cairns appelés ahu jalonnent l'itinéraire.
Cependant, en raison de l'activité volcanique, 4 kilomètres du sentier sur les 5,1 au total sont interdits d'accès,. Les secteurs traversés sont en effet survolés par le panache volcanique du Halemaʻumaʻu qui est notamment chargé de soufre et de cendres volcaniques. Ces rejets interagissent avec l'eau de pluie et forment des pluies acides à l'origine du désert de Kaʻū situé au Sud-Ouest de la caldeira,. Ainsi, toute la partie Sud-Ouest du sentier est fermée, à partir de la descente du Byron Ledge dans la caldeira jusqu'à la fin du sentier au Crater Rim Trail,. Avec un dénivelé total de 130 mètres sur la partie autorisée de 2,9 kilomètres de longueur et une distance de parcours aller-retour entre 1 h et 1 h 30, le sentier est jugé de difficulté modérée par les services du parc national.